# Göljhultsgölen
Göljhultsgölen är en sjö i Vimmerby kommun i Småland och ingår i Marströmmens huvudavrinningsområde. Sjön har en area på 0,0886 kvadratkilometer och ligger 87 meter över havet.

## Delavrinningsområde
Göljhultsgölen ingår i det delavrinningsområde (637415-152570) som SMHI kallar för Utloppet av Hemsjön. Medelhöjden är 95 meter över havet och ytan är 38,33 kvadratkilometer. Det finns inga avrinningsområden uppströms utan avrinningsområdet är högsta punkten. Hökforsbäcken som avvattnar avrinningsområdet har biflödesordning 2, vilket innebär att vattnet flödar genom totalt 2 vattendrag innan det når havet efter 37 kilometer. Avrinningsområdet består mestadels av skog (86 procent). Avrinningsområdet har 1,43 kvadratkilometer vattenytor vilket ger det en sjöprocent på 3,7 procent.